# La piel del amor
La piel del amor es una película filmada en colores de Argentina, dirigida por Mario David según su propio guion escrito en colaboración con Isaac Aisemberg, que se estrenó el 26 de julio de 1973 y que tuvo como protagonistas a Susana Giménez, Claudio García Satur, Héctor Alterio y David Llewellyn.

## Sinopsis
Una mujer finge ser la esposa de un hombre maduro y solitario, de pronto aparece un hombre joven que intervendrá en sus vidas.
El personaje encarnado por Satur es el amante, hasta que ella lo invita a su casa con la excusa de presentarlo como su primo. El marido, interpretado por Alterio, no se lo cree pero busca seducir al joven dibujante dándole lo mejor de su hospitalidad. Poco a poco se conforma un triángulo no explicitado hasta que dejan de fingir y los amantes se besan delante del marido, en distintos momentos.
La personalidad del marido oculta otras inquietudes.

## Reparto
- Susana Giménez
- Claudio García Satur
- Héctor Alterio …Luis
- David Llewellyn
- Jesús Berenguer

## Comentarios
Agustín Mahieu en La Opinión escribió:

”Tanto la historia como el reparto, ilustran notablemente sobre la dicotomía expresiva del realizador, obligada a conceder una serie de elementos para introducir otros más acordes a su seriedad.”

Carlos Morelli en Clarín dijo:

”Error de producción y ética de realización… la insuficiencia anecdótica del asunto escogido toma lánguido y perezoso un trámite visual que, sin pretenderlo, se aproxima peligrosamente a la vacuidad arrogante de cierto cine francés.”

El Heraldo del Cine escribió:

”Resulta difícil sostener un aspecto como el que se pretende con la sola exhibición de paisajes marplatenses.”